# Jacques Cousinot
Jacques Cousinot (1585, París - 25 de juny de 1646, París) fou un metge francès.

## Biografia
El seu pare, que també es deia Jacques Cousinot, era degà de la Facultat de Medecina de París. Rebé el batxillerat el 1616, i obtingué la llicència i el títol de doctor el 1618. El mateix any rebé també un càrrec de metge local de Lluís XIII. El 1623 fou nomenat per carta patent a la càtedra de cirurgia al Col·legi Reial, succeint René Chartier, dimissionari. Charles Bouvard, primer metge del rei, també professor al Col·legi Reial, li donà la seva filla en matrimoni i el feu nomenar el 1638 primer metge del delfí, després el 1643 primer metge de Lluís XIV. Cousinot succeí també aquell any Charles Bouvard com a superindendent del Jardí Reial de les Plantes Medicinals.
Els seus contemporanis explicaren que Jean Grangier, professor d'eloqüència llatina al Col·legi Reial, hauria consultat Cousinot sobre les qualitats futures del delfí, sobre les quals el metge s'havia de pronunciar segons l'«expressiva configuració» dels seus trets, i que Cousinot hauria «dignat respondre-li segons les seves llums». Assenyalaren també que Cousinot, que havia patit el 1643 un violent reumatisme, fou sagnat 64 vegades en vuit mesos, per ordenança del seu pare i del seu sogre, i que fou, després d'aquest tractament, «purgat, alleujat i guarit».
Autor de diversos opuscles mèdics en llatí, Jacques Cousinot també publicà el 1631 un Discours au roi touchant la nature, vertus, effects et usage de l'eau minérale de Forges.